# Obični pajasmin
Obični pajasmin (nepravi jasmin, skobotovina, lažni jasmin, divlji jasmin, lat. Philadelphus coronarius) listopadni je mirisni grm iz porodice Hydrangeaceae (hortenzijevke): Raste u južnoj Europi. Koristi se u hortikulturi.

## Opis
Obični pajasmin je listopadni grm koji naraste do 3 metra visine, nazubljenih listova, te bijelih mirisavih cvjetova.

## Sorte
Postoje  sorte  jedostavnih i  složenih cvjetova.: 
- 'Aureus': visine  do 1 metar, žućkastih listova, cvjetovi jakog mirisa
- 'Nanus' = 'Pumilus'
- 'Variegatus': odlika bijelo zeleno prošaranih listova
- 'Zeyheri': visine do 4 metra, snježno bijelih mirisavih cvjetova
- 'Bouquet Blanc', Hibrid
- 'Dame Blanche', Hibrid
- 'Erectus', Hibrid
- 'Girandole', Hibrid
- 'Manteau d'Hermine', Hibrid
- 'Mont-Blanc', Hibrid
- 'Natchez', Hibrid
- 'Schneesturm', Hibrid

Sortu Lemoine (Philadelphus × lemoinei) uzgojio je francuski uzgajivač Victor Lemoine križanjem domaćeg (Philadelphus coronarius) i sitnolisnog pajasmina (Philadelphus microphyllus), iz  ove  sorte nastale su  brojne  druge:
- 'Avalanche'
- 'Belle Etoile'
- 'Innocence'

## Vanjske poveznice
http://www.rasadnik-curek.com/index.php?option=com_content&task=view&id=27&Itemid=67  Arhivirana inačica izvorne stranice od 5. ožujka 2016. (Wayback Machine)